# روما پریما
روما پریما (انگلیسی: Roman Pryma؛ زادهٔ ۶ نوامبر ۱۹۸۱) ورزشکار ورزش دوگانه اهل اوکراین است. وی همچنین از ورزشکاران دوگانه در بازی‌های المپیک زمستانی ۲۰۰۲ بوده است.